# Lithobius domogledicus
Lithobius domogledicus är en mångfotingart som beskrevs av Matic 1961. Lithobius domogledicus ingår i släktet Lithobius och familjen stenkrypare.
Artens utbredningsområde är Rumänien. Inga underarter finns listade i Catalogue of Life.